# Конгсберг
Ко́нгсберг (норв. Kongsberg) — город и коммуна в губернии (фюльке) Бускеруд на юге Норвегии, в исторической области Нумедаль. Город Консберг является административным центром одноимённой коммуны.
Город основан под названием Konings Bierg («Королевская гора») в 1624 году королём Кристианом IV для добычи руды. Статус города был присвоен в 1802 году. 1 января 1964 года в Консберг были включены сельские коммуны Ютре Сандсвер и Овре Сандсвер.
В Консберге находится штаб-квартира крупнейшей норвежской оборонной компании Kongsberg Gruppen. Город, расположенный на реке Нумедальслоген, в черте города находятся три водопада.

## История

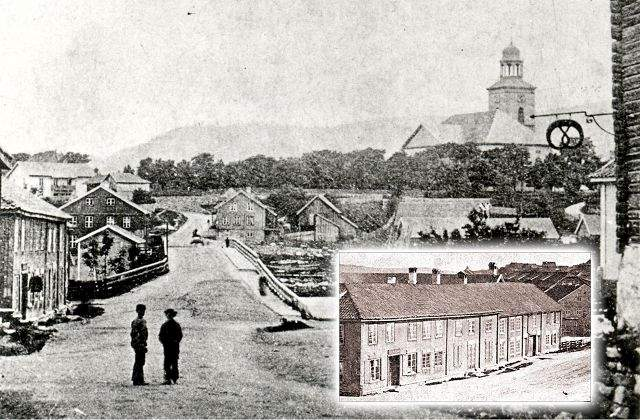
Конгсберг, ноябрь 1880 года

В 1623 году в окрестностях нынешнего Конгсберга было открыто серебро, что и привело к основанию города в 1624 году. Добыча прекратилась лишь в 1957 году, за всё время было добыто около 1350 тонн серебра. В 1770 году на шахтах работали около четырёх тысяч человек, а Конгсберг был вторым по населению городом Норвегии после Бергена (и в нём проживало больше человек, чем в Осло). После падения уровня добычи серебра, наполеоновских войн, а также разрушительного пожара 1810 года, в 1814 году правительство решило разместить в Конгсберге оружейную промышленность, которая до сих пор является доминирующей в городе.
В 1686 году в Конгсберге был учреждён монетный двор, который до сих пор является единственным предприятием, чеканящим норвежские монеты. В 2003 году он был продан частным инвесторам.

## Транспорт
Конгсберг находится на Европейском маршруте E134 Хёугесунн — Драммен, пересекающим город с запада на восток. Через город также проходит железная дорога Осло — Кристиансанн — Ставангер (Sørlandsbanen) с пассажирским и грузовым движением.

## Культура
Городская церковь была освящена в 1761 году и построена в стиле барокко. Это одна из самых больших церквей в Норвегии и вмещает 2400 человек. Орган был построен в Германии в 1760—1765 годах и является самым большим барочным органом Скандинавии. В конце января проводится музыкальный фестиваль.
С 1964 года в Консберге также проходит ежегодный международный джазовый фестиваль.

## Спорт
В 1978 году в окрестностях города прошёл чемпионат мира по спортивному ориентированию.

## Известные уроженцы
В Конгсберге родился вокалист группы A-ha Мортен Харкет.

## Массовое убийство 2021 года
13 октября 2021 года в Конгсберге произошло массовое убийство, в результате которого погибли 5 человек.